# Auguste Verdyck
Auguste Verdyck (Schoten, 8 februari 1902 -Merksem, 14 februari 1988) was een Belgisch wielrenner.
In 1924 won hij het eindklassement van de Ronde van België voor onafhankelijken. Van 1924 tot 1936 was hij beroepsrenner.
In 1925 won hij Parijs-Nantes en etappes in de Ronde van België en de Ronde van het Baskenland. Van deze laatste rittenkoers werd hij in 1925 ook eindwinnaar. In de Ronde van Frankrijk 1925 eindigde hij 8e in het eindklassement.
Verdyck leek een beloftevolle ronderenner te worden, maar brak wegens ziekte uiteindelijk niet door.

## Resultaten in voornaamste wedstrijden
| Jaar | Ronde van Italië | Ronde van Frankrijk | Ronde van Spanje |
| ---- | ---------------- | ------------------- | ---------------- |
| 1925 |                  | 8e                  |                  |
| 1926 |                  |                     |                  |
| 1927 |                  |                     |                  |
| 1928 |                  |                     |                  |
| 1929 |                  | opgave              |                  |
| 1930 |                  |                     |                  |
| 1931 |                  |                     |                  |
| 1932 |                  |                     |                  |
| 1935 |                  |                     |                  |

| Jaar | Ronde van Vlaanderen | Parijs-Roubaix | Luik-Bast.‑Luik | Parijs-Brussel | Parijs-Tours |
| ---- | -------------------- | -------------- | --------------- | -------------- | ------------ |
| 1925 |                      |                |                 | 4e             |              |
| 1926 | 8e                   | 21e            |                 |                | 14e          |
| 1927 |                      |                |                 | 18e            |              |
| 1928 |                      | 37e            |                 |                | 29e          |
| 1929 | 7e                   |                |                 |                | 7e           |
| 1930 |                      | 33e            | 19e             |                |              |
| 1931 |                      |                |                 | 35e            |              |
| 1932 |                      | 29e            | 5e              |                |              |
| 1935 |                      |                |                 | 28e            |              |

- Bibliothèque nationale de France: cb17129086f (data)
- International Standard Name Identifier: 0000 0004 6044 0761
- Virtual International Authority File: 665149719128211130008